# Svetovno prvenstvo v hokeju na ledu 1950
Svetovno prvenstvo v hokeju na ledu 1950 je bilo sedemnajsto Svetovno prvenstvo v hokeju na ledu. Potekalo je med 13. in 22. marcem 1950 v Londonu, Anglija. Zlato medaljo je osvojila kanadska reprezentanca, srebrno ameriška, bronasto pa švicarska, v konkurenci devetih reprezentanc.

## Dobitniki medalj
| Zlato | Srebro | Bron |
| KanadaJack Manson Wilbur Delaney John Davies Pete Wright James Kilburn Alan Purvis Doug Macauley Harry Allen William Dawe Marsh Darling Donald Stanley Robert Watt Hassie Young Ab Newsome Leo Lucchini Robert David Donald Gauf | ZDAPatrick Byrne Richard Desmond Paul Frick John Gallacher Bruce Gardiner Edward Graizinger Paul Johnson Robert Johnson Bruce McIntyre John Pleban Edward Poling Robert Rompre Richard Troumbly Alfred Van | ŠvicaHans Bänninger Heinrich Boller Emil Handschin Reto Delnon Hans Heierling Gebhard Poltera Ulrich Poltera Hans-Martin Trepp Walter Dürst Alfred Bieler Wilhelm Pfister Othmar Delnon Emile Golaz Werner Härter Martin Riesen Silvio Rossi Alfred Streun |

## Tekme

### Prvi krog
Prvouvrščeni reprezentanci iz vsake od treh skupin so napredovale boj za 1. do 6. mesto.

#### Skupina A
| 13. marec 1950 | Združeno kraljestvo | 9:0 | Francija | London, Anglija |

| Poročilo tekme      | Poročilo tekme | Poročilo tekme | Poročilo tekme | Poročilo tekme |
| ------------------- | -------------- | -------------- | -------------- | -------------- |
| Začetek: ni podatka |                |                |                |                |

| 14. marec 1950 | Norveška | 11:0 | Francija | London, Anglija |

| Poročilo tekme      | Poročilo tekme | Poročilo tekme | Poročilo tekme | Poročilo tekme |
| ------------------- | -------------- | -------------- | -------------- | -------------- |
| Začetek: ni podatka |                |                |                |                |

| 15. marec 1950 | Združeno kraljestvo | 2:0 | Norveška | London, Anglija |

| Poročilo tekme      | Poročilo tekme | Poročilo tekme | Poročilo tekme | Poročilo tekme |
| ------------------- | -------------- | -------------- | -------------- | -------------- |
| Začetek: ni podatka |                |                |                |                |

##### Lestvica
OT-odigrane tekme, z-zmage, n-neodločeni izidi, P-porazi, DG-doseženo goli, PG-prejeti goli, GR-gol razlika, T-točke.
| # | Reprezentanca       | OT | Z | N | P | DG | PG | GR  | T |
| - | ------------------- | -- | - | - | - | -- | -- | --- | - |
| 1 | Združeno kraljestvo | 2  | 2 | 0 | 0 | 11 | 0  | +11 | 4 |
| 2 | Norveška            | 2  | 1 | 0 | 1 | 11 | 2  | +9  | 2 |
| 3 | Francija            | 2  | 0 | 0 | 2 | 0  | 20 | -20 | 0 |

#### Skupina B
| 13. marec 1950 | Švica | 24:0 | Belgija | London, Anglija |

| Poročilo tekme      | Poročilo tekme | Poročilo tekme | Poročilo tekme | Poročilo tekme |
| ------------------- | -------------- | -------------- | -------------- | -------------- |
| Začetek: ni podatka |                |                |                |                |

| 14. marec 1950 | Kanada | 13:2 | Švica | London, Anglija |

| Poročilo tekme      | Poročilo tekme | Poročilo tekme | Poročilo tekme | Poročilo tekme |
| ------------------- | -------------- | -------------- | -------------- | -------------- |
| Začetek: ni podatka |                |                |                |                |

| 15. marec 1950 | Kanada | 33:0 | Belgija | London, Anglija |

| Poročilo tekme      | Poročilo tekme | Poročilo tekme | Poročilo tekme | Poročilo tekme |
| ------------------- | -------------- | -------------- | -------------- | -------------- |
| Začetek: ni podatka |                |                |                |                |

##### Lestvica
OT-odigrane tekme, z-zmage, n-neodločeni izidi, P-porazi, DG-doseženo goli, PG-prejeti goli, GR-gol razlika, T-točke.
| # | Reprezentanca | OT | Z | N | P | DG | PG | GR  | T |
| - | ------------- | -- | - | - | - | -- | -- | --- | - |
| 1 | Kanada        | 2  | 2 | 0 | 0 | 46 | 2  | +44 | 4 |
| 2 | Švica         | 2  | 1 | 0 | 1 | 26 | 16 | +10 | 2 |
| 3 | Belgija       | 2  | 0 | 0 | 2 | 3  | 57 | -54 | 0 |

#### Skupina C
| 13. marec 1950 | Švedska | 8:3 | ZDA | London, Anglija |

| Poročilo tekme      | Poročilo tekme | Poročilo tekme | Poročilo tekme | Poročilo tekme |
| ------------------- | -------------- | -------------- | -------------- | -------------- |
| Začetek: ni podatka |                |                |                |                |

| 14. marec 1950 | Švedska | 10:1 | Nizozemska | London, Anglija |

| Poročilo tekme      | Poročilo tekme | Poročilo tekme | Poročilo tekme | Poročilo tekme |
| ------------------- | -------------- | -------------- | -------------- | -------------- |
| Začetek: ni podatka |                |                |                |                |

| 15. marec 1950 | ZDA | 17:1 | Nizozemska | London, Anglija |

| Poročilo tekme      | Poročilo tekme | Poročilo tekme | Poročilo tekme | Poročilo tekme |
| ------------------- | -------------- | -------------- | -------------- | -------------- |
| Začetek: ni podatka |                |                |                |                |

##### Lestvica
OT-odigrane tekme, z-zmage, n-neodločeni izidi, P-porazi, DG-doseženo goli, PG-prejeti goli, GR-gol razlika, T-točke.
| # | Reprezentanca | OT | Z | N | P | DG | PG | GR  | T |
| - | ------------- | -- | - | - | - | -- | -- | --- | - |
| 1 | Švedska       | 2  | 2 | 0 | 0 | 18 | 3  | +15 | 4 |
| 2 | ZDA           | 2  | 1 | 0 | 1 | 20 | 9  | +11 | 2 |
| 3 | Nizozemska    | 2  | 0 | 0 | 2 | 1  | 27 | -26 | 0 |

### Boj za 7. do 9. mesto
| 20. marec 1950 | Belgija | 8:1 | Francija | London, Anglija |

| Poročilo tekme      | Poročilo tekme | Poročilo tekme | Poročilo tekme | Poročilo tekme |
| ------------------- | -------------- | -------------- | -------------- | -------------- |
| Začetek: ni podatka |                |                |                |                |

| 21. marec 1950 | Nizozemska | 4:2 | Francija | London, Anglija |

| Poročilo tekme      | Poročilo tekme | Poročilo tekme | Poročilo tekme | Poročilo tekme |
| ------------------- | -------------- | -------------- | -------------- | -------------- |
| Začetek: ni podatka |                |                |                |                |

| 22. marec 1950 | Belgija | 4:2 | Nizozemska | London, Anglija |

| Poročilo tekme      | Poročilo tekme | Poročilo tekme | Poročilo tekme | Poročilo tekme |
| ------------------- | -------------- | -------------- | -------------- | -------------- |
| Začetek: ni podatka |                |                |                |                |

#### Lestvica
OT-odigrane tekme, z-zmage, n-neodločeni izidi, P-porazi, DG-doseženo goli, PG-prejeti goli, GR-gol razlika, T-točke.
| # | Reprezentanca | OT | Z | N | P | DG | PG | GR | T |
| - | ------------- | -- | - | - | - | -- | -- | -- | - |
| 7 | Belgija       | 2  | 2 | 0 | 0 | 11 | 3  | +8 | 4 |
| 8 | Nizozemska    | 2  | 1 | 0 | 1 | 6  | 6  | 0  | 2 |
| 9 | Francija      | 2  | 0 | 0 | 2 | 3  | 11 | -8 | 0 |

### Boj za 1. do 6. mesto
| 17. marec 1950 | Združeno kraljestvo | 5:3 | Norveška | London, Anglija |

| Poročilo tekme      | Poročilo tekme | Poročilo tekme | Poročilo tekme | Poročilo tekme |
| ------------------- | -------------- | -------------- | -------------- | -------------- |
| Začetek: ni podatka |                |                |                |                |

| 17. marec 1950 | Kanada | 11:1 | Švica | London, Anglija |

| Poročilo tekme      | Poročilo tekme | Poročilo tekme | Poročilo tekme | Poročilo tekme |
| ------------------- | -------------- | -------------- | -------------- | -------------- |
| Začetek: ni podatka |                |                |                |                |

| 17. marec 1950 | Švedska | 2:4 | ZDA | London, Anglija |

| Poročilo tekme      | Poročilo tekme | Poročilo tekme | Poročilo tekme | Poročilo tekme |
| ------------------- | -------------- | -------------- | -------------- | -------------- |
| Začetek: ni podatka |                |                |                |                |

| 18. marec 1950 | Švica | 12:4 | Norveška | London, Anglija |

| Poročilo tekme      | Poročilo tekme | Poročilo tekme | Poročilo tekme | Poročilo tekme |
| ------------------- | -------------- | -------------- | -------------- | -------------- |
| Začetek: ni podatka |                |                |                |                |

| 18. marec 1950 | Kanada | 5:0 | ZDA | London, Anglija |

| Poročilo tekme      | Poročilo tekme | Poročilo tekme | Poročilo tekme | Poročilo tekme |
| ------------------- | -------------- | -------------- | -------------- | -------------- |
| Začetek: ni podatka |                |                |                |                |

| 18. marec 1950 | Združeno kraljestvo | 5:4 | Švedska | London, Anglija |

| Poročilo tekme      | Poročilo tekme | Poročilo tekme | Poročilo tekme | Poročilo tekme |
| ------------------- | -------------- | -------------- | -------------- | -------------- |
| Začetek: ni podatka |                |                |                |                |

| 20. marec 1950 | Združeno kraljestvo | 2:3 | ZDA | London, Anglija |

| Poročilo tekme      | Poročilo tekme | Poročilo tekme | Poročilo tekme | Poročilo tekme |
| ------------------- | -------------- | -------------- | -------------- | -------------- |
| Začetek: ni podatka |                |                |                |                |

| 20. marec 1950 | Kanada | 11:1 | Norveška | London, Anglija |

| Poročilo tekme      | Poročilo tekme | Poročilo tekme | Poročilo tekme | Poročilo tekme |
| ------------------- | -------------- | -------------- | -------------- | -------------- |
| Začetek: ni podatka |                |                |                |                |

| 20. marec 1950 | Švedska | 2:3 | Švica | London, Anglija |

| Poročilo tekme      | Poročilo tekme | Poročilo tekme | Poročilo tekme | Poročilo tekme |
| ------------------- | -------------- | -------------- | -------------- | -------------- |
| Začetek: ni podatka |                |                |                |                |

| 21. marec 1950 | ZDA | 10:5 | Švica | London, Anglija |

| Poročilo tekme      | Poročilo tekme | Poročilo tekme | Poročilo tekme | Poročilo tekme |
| ------------------- | -------------- | -------------- | -------------- | -------------- |
| Začetek: ni podatka |                |                |                |                |

| 21. marec 1950 | Švedska | 6:1 | Norveška | London, Anglija |

| Poročilo tekme      | Poročilo tekme | Poročilo tekme | Poročilo tekme | Poročilo tekme |
| ------------------- | -------------- | -------------- | -------------- | -------------- |
| Začetek: ni podatka |                |                |                |                |

| 21. marec 1950 | Združeno kraljestvo | 0:12 | Kanada | London, Anglija |

| Poročilo tekme      | Poročilo tekme | Poročilo tekme | Poročilo tekme | Poročilo tekme |
| ------------------- | -------------- | -------------- | -------------- | -------------- |
| Začetek: ni podatka |                |                |                |                |

| 22. marec 1950 | ZDA | 12:6 | Norveška | London, Anglija |

| Poročilo tekme      | Poročilo tekme | Poročilo tekme | Poročilo tekme | Poročilo tekme |
| ------------------- | -------------- | -------------- | -------------- | -------------- |
| Začetek: ni podatka |                |                |                |                |

| 22. marec 1950 | Združeno kraljestvo | 3:10 | Švica | London, Anglija |

| Poročilo tekme      | Poročilo tekme | Poročilo tekme | Poročilo tekme | Poročilo tekme |
| ------------------- | -------------- | -------------- | -------------- | -------------- |
| Začetek: ni podatka |                |                |                |                |

| 22. marec 1950 | Kanada | 3:1 | Švedska | London, Anglija |

| Poročilo tekme      | Poročilo tekme | Poročilo tekme | Poročilo tekme | Poročilo tekme |
| ------------------- | -------------- | -------------- | -------------- | -------------- |
| Začetek: ni podatka |                |                |                |                |

#### Lestvica
OT-odigrane tekme, z-zmage, n-neodločeni izidi, P-porazi, DG-doseženo goli, PG-prejeti goli, GR-gol razlika, T-točke.
| # | Reprezentanca       | OT | Z | N | P | DG | PG | GR  | T  |
| - | ------------------- | -- | - | - | - | -- | -- | --- | -- |
| 1 | Kanada              | 5  | 5 | 0 | 0 | 42 | 3  | +39 | 10 |
| 2 | ZDA                 | 5  | 4 | 0 | 1 | 29 | 20 | +9  | 8  |
| 3 | Švica               | 5  | 3 | 0 | 2 | 31 | 30 | +1  | 6  |
| 4 | Združeno kraljestvo | 5  | 2 | 0 | 3 | 14 | 32 | -18 | 4  |
| 5 | Švedska             | 5  | 1 | 0 | 4 | 15 | 16 | -1  | 2  |
| 6 | Norveška            | 5  | 0 | 0 | 5 | 15 | 45 | -30 | 0  |

## Končni vrstni red
1. Kanada
2. ZDA
3. Švica
4. Združeno kraljestvo
5. Švedska
6. Norveška
7. Belgija
8. Nizozemska
9. Francija